# Carl Levin
Carl Levin Milton mais conhecido como Carl Levin (28 de junho de 1934 – Detroit, 29 de julho de 2021) foi um político e advogado americano, membro do partido democrata dos Estados Unidos, servindo no Senado pelo estado de Michigan de 1979 a 2015.

## Biografia
Nascido em 28 de junho de 1934, em Detroit no estado americano do Michigan, é filho de Bess Levinson e Saul R. Levin.
Casado e pai de três filhos, se formou em direito pela Harvard Law School.

### Carreira política
Levin foi eleito senador em 1978, cargo qual tomou posse em 1979, foi reeleito em 1984, 1990, 1996, 2002 e em 2008. Serviu no Comitê das Forças armadas do Senado. Ele apoiou a guerra do Afeganistão, como parte da guerra global contra o terrorismo, mas se opôs a invasão do Iraque em 2003. Foi favorável a leis de controle de armas, apoiava uma reforma no sistema de saúde americano e defendeu causas ambientais. Nenhum senador por Michigan serviu mais tempo no Congresso do que ele. Em 2015, ele oficialmente se aposentou, sendo sucedido por outro democrata.

### Vida pessoal e morte
Levin foi casado com Barbara Halpern-Levin, com quem três filhos: Kate Levin, Laura Levin e Erica Levin, sua residência situa-se em Detroit.
Morreu em 29 de julho de 2021 no Henry Ford Hospital em Detroit, aos 87 anos de idade, devido a um câncer de pulmão.